# 艾姆克
艾姆克是德国下萨克森州的一个市镇。总面积82.88平方公里，总人口898人，其中男性445人，女性453人（2011年12月31日），人口密度11人/平方公里。